# Sigma Seven
株式會社Sigma Seven（日語：株式会社シグマ·セブン）是日本一家位於東京都港區的聲優經紀公司。常簡寫成「Sigma 7」或「Σ7」。

## 概要
1988年3月3日，由東京俳優生活協同組合（簡稱俳協）所屬聲優槙大輔與窪田等等人成立。Sigma Seven成立之後，主要業務是聲優經紀，之中以旁白解說員的比重逐漸較高，也有自由兼任播報員之經紀業務。
Sigma Seven附有養成學校和子公司Sigma Seven e。而且，Sigma Seven在東映特攝影集的相關業務上，與窪田等與槙大輔的老歸屬俳協關係密切。

### 公開徵選者
2005年、2007年、2009年、2011年有公開舉辦甄選活動。
- 第1回合格者：高本惠
- 第2回合格者：田丸篤志、野町祐太、相田琴美、大龜明日香、西明日香、韓由真（日语：韓由真）、淵上舞
- 第3回合格者：加藤賢二、瀨戶麻沙美、丸島美穗、森優子、渡部紗弓
- 第4回合格者：無
- 第5回合格者：不明
- 第6回合格者：市之瀨加那、清水紗羅、宮下早紀

## 所屬聲優

### 男性
| 行 - 飯塚昭三 - 井上剛 - 臼井孝康 - 內田大加宏 - 太田勝弘 - 小幡研二 行 - 窪田等（董事） - KOUSAKU - 小原雅一 行 - 齊藤隆史 - 齊藤茂一 - 鹽野潤二 - 末廣矩行 - 陶山章央 | 行 - 多比良健 - 高木達也 - 田坂秀樹 - 田丸篤志 - 十日市秀悅 - 千葉翔也 行 - 西田紘二 - 根岸朗 - 野島昭生 行 - 橋本昌也 - HARRY - 平野義和 - 廣居（舊藝名：廣居播） - 福德一志 | 行 - 槙大輔 - 松田真一 - 松本保典 - 真中了 - 目黑光祐 - 森一丁 - 森信 行 - 保村真 - 安元洋貴 - 山本祥太 - 吉野裕行 行 - 若杉亨 - 若本規夫 |

### 女性
| 行 - 新井田雅樹 - 石川美幸 - 市之瀨加那 - 內川藍維 - 大龜明日香 - 大武芙由美 - 小椋惠子 - 鬼束彩子 - 尾又淑惠 行 - 加藤美由紀 - 川崎惠理子 - 北原久仁香 - 栗田秀流 - 黑川明子 - 小谷直子 - 小林沙苗 - 小松明子 行 - 阪田佳代 - 杉山奈美枝 - 杉山裕子 - 瀨戶麻沙美 - 曾根清美 | 行 - 高木禮子 - 高野直子 - 高本惠 - 玉川砂記子 - 津野篠 - 津野磨哉 - 鳥居麻彌（舊藝名：槙彩文子） 行 - 中西裕美子 - 長谷由子 - 西明日香 行 - 畠山美和子 - 日野麻里 - 福繪美子 - 福圓美里 | 行 - 牧野芳奈 - 松井綠 - 松尾佳子 - MAYU - 麻里凛山田 - 水樹奈奈 - 桃森李 行 - 安田未央 - 尤加奈 - 橫尾麻里 - 吉井惠子 行 - 渡邊久美子 - 渡邊智美 - 渡邊由里子 |

## 過往所屬聲優

### 男性
- 青森伸（日语：青森伸）（現所屬：青二Proiduction）
- 荒井辰哉
- 飯田浩志（日语：飯田浩志）（引退）
- 飯田道朗（日语：飯田道朗）（自由職業，Max Mix業務提攜）
- 今泉清保（日语：今泉清保）（自由職業）
- 大倉正章（日语：大倉正章）（現所屬：81 Produce）
- 大森章督（現所屬：Aksent）
- 金澤壽一（日语：金沢寿一）（現所屬：Beat One （页面存档备份，存于）代表）
- 喜多川拓郎（日语：喜多川拓郎）（自由職業）
- 栗田圭（日语：栗田圭）（現所屬：Crazy Box）
- 作間功（日语：作間功）
- 侍幸太郎（日语：侍コータロー）（現所屬：青二Production）
- 柴山平和（日语：柴山平和）
- 武田廣（日语：武田広）（現所屬：武田廣Broad企劃）
- 谷耕史（轉身成自由身之後死去）
- 中井將貴（自由職業）
- 中原茂（現所屬：Local Dream Production （页面存档备份，存于））
- 中村悠一（現所屬：INTENTION）
- 野島裕史（現所屬：青二Production）
- 寶龜克壽（現所屬：Kenyu Office）
- 前島貴志（日语：前島貴志）（現轉行從事音響監督，負責海外紀錄片包含海外電影片日文字幕翻譯的工作）
- 政宗一成（現所屬：政宗一成Office代表）
- Mic Bond（日语：ミック・ボンド）
- 森久保祥太郎（現所屬：VIMS）
- 矢尾一樹（現所屬：Max Mix）

### 女性
- 赤木美繪（日语：赤木美絵）
- 天野慶子（現所屬：VORTEX （页面存档备份，存于））
- 石原夏織（現所屬：Style Cube）
- 稻垣文子（日语：稲垣文子）（自由職業）
- 井上麻里奈（現所屬：青二Production）
- 大川慶子
- 鳳芳野（日语：鳳芳野）（現所屬：賢Production）
- 小倉唯（現所屬：CLARE VOICE）
- 景山聖子（日语：景山聖子）（現所屬：PRECIOUS SMILE代表）
- 加藤綠（自由職業）
- 古山貴實子（自由職業）
- 島優子（日语：島ゆうこ）
- 杉本留美（日语：杉本るみ）（現所屬：yamadax （页面存档备份，存于））
- 鈴木佑梨（舊藝名：鈴木勤子，現所屬：Production-tanc（日语：プロダクション・タンク）／voice works（日语：ボイスワークス））
- 瀨乃加奈子（日语：瀬乃加奈子）
- 谷本卓美（自由職業）
- 千野弘美（日语：千野弘美）（現所屬：TERROIR（日语：テロワール (芸能事務所)））
- 夏樹莉緒（現所屬：東京俳優生活協同組合）
- 久田直子（日语：久田直子）
- 福田晃子（日语：福田晃子）（現所屬：Office KR（日语：オフィスケイアール）／voice works）
- 淵崎有里子（現所屬：remax）
- 水澤史繪（現所屬：青二Proiduction）
- 遊魚靜（日语：遊魚静）

## 相關項目
- Sigma Seven e
- Doa Production（日语：Doaプロダクション）

## 外部連結
- 株式會社Sigma Seven公式官網 （页面存档备份，存于） （日語）